# Simsbury
Simsbury är en kommun (town) i Hartford County i delstaten Connecticut, USA med cirka 23 234 invånare (2000).